# Université Northwood
L'université Northwood (en anglais : Northwood University) est une université américaine située à Midland dans le Michigan.

## Source
- (en) Cet article est partiellement ou en totalité issu de l’article de Wikipédia en anglais intitulé « Northwood University » (voir la liste des auteurs).